# أشلي سلاتر
أشلي سلاتر (بالإنجليزية: Ashley Slater)‏ هو مغني بريطاني، ولد في 20 أبريل 1961 في شيفيرفيل في كندا.

## وصلات خارجية
- أشلي سلاتر على موقع IMDb (الإنجليزية)
- أشلي سلاتر على موقع ميوزك برينز (الإنجليزية)
- أشلي سلاتر على موقع ديسكوغز (الإنجليزية)